# 弗拉基米爾·謝利維奧爾斯托夫
弗拉基米爾·維亞切斯拉沃維奇·謝利維奧爾斯托夫（俄語：Владимир Вячеславович Селивёрстов，羅馬化：Vladimir Vyacheslavovich Selivyorstov，1973年8月1日—），俄羅斯空降軍少將，曾在2021年至2023年任第106近衛空降師師長、近衛軍少將。

## 生平
謝利維奧爾斯托夫於1973年8月1日出生於弗拉基米爾州維亞茲尼科夫斯基區斯坦基 。1990年，他從中學畢業，1992年從蘇茲達爾農業學院畢業。他以學生的身份在俄羅斯陸海空志願協會（ДОСААФ России）學習，並在那裡接受跳前訓練。1991年4月17日，他進行第一次跳傘。
謝利維奧爾斯托夫的妻子是納塔利婭·謝利維奧爾斯托娃，他們有兩子一女。長子是梁贊近衛高等空降指揮學校的學員。

## 事蹟
謝利維奧爾斯托夫自1992年按期徵召入俄羅斯聯邦武裝力量服役。在服役期間，謝利維奧爾斯托夫以中士軍銜兩次被錄取到梁贊衛兵高等空降指揮學校。
他在空降部隊中擔任指揮職務。1999年，他是聯合國駐科索沃維和特遣隊的一員。其於2010年畢業於俄羅斯聯邦軍隊綜合軍事學院。
他在第45近衛獨立特種團服役超過17年，該團駐紮在莫斯科州奧金佐沃區庫賓卡市。2014年底，該團在基礎上組建了第45獨立近衛特別用途旅，謝利維奧爾斯托夫擔任副旅長。
謝利維奧爾斯托夫參與過第二次車臣戰爭和對抗之後的北高加索叛亂及參與2008年的俄格戰爭。

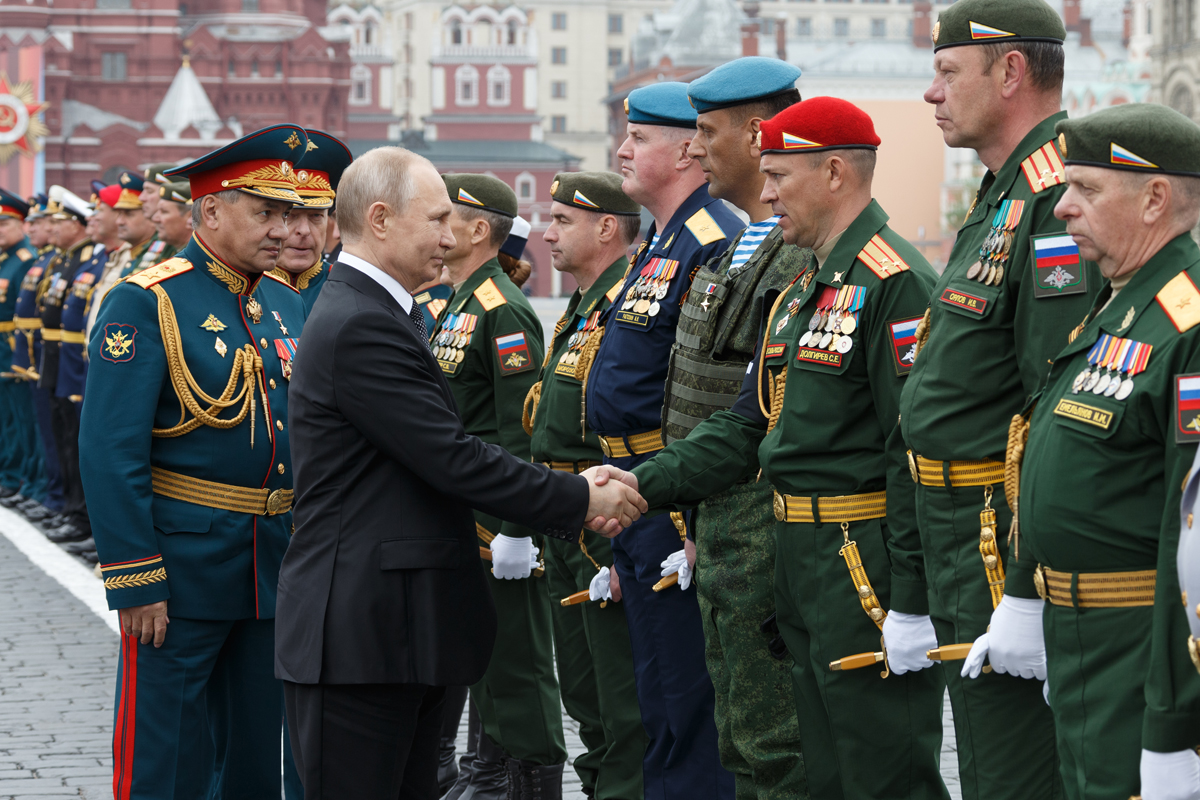
時任上校的弗拉基米爾·塞利維斯托夫與俄羅斯總統弗拉基米爾·普京在2019年紅場閱兵

他自2018年2月起任第98近衛空降師第331近衛空降團團長。時任上校的塞利維斯托夫率近衛團參加了2018年5月9日和2019年5月9日在莫斯科紅場舉行的莫斯科勝利日閱兵。
2019年，謝利維奧爾斯托夫任第106近衛空降師副師長。2020年10月至2021年7月任第31獨立近衛空降突擊旅旅長。自2021年7月起其擔任第106近衛空降師代理師長，自2021年9月30日起正式擔任第106近衛空降師師長。
謝利維奧爾斯托夫參與了2022年俄羅斯入侵烏克蘭，帶領第106近衛空降師參與基輔、布查、霍斯托梅爾及伊爾平戰役。烏克蘭總統辦公室指控其部隊參與殺害當地平民，包括殺害烏克蘭記者馬克西姆·列文。2023年1月起，謝利維奧爾斯托夫與其部隊在巴赫穆特作戰。謝利維奧爾斯托夫於2023年6月6日晉升為少將。他曾在2022年6月在俄占赫尔松州接受媒體訪問其戰鬥及日常生活。
2023年7月15日，多個俄羅斯親軍方且與俄羅斯官方關係密切的Telegram頻道報導稱，俄羅斯國防部長謝爾蓋·紹伊古解除謝利維奧爾斯托夫的職務，使他成為在瓦格納兵變後，繼伊萬·波波夫少將之後第二名被俄羅斯軍方解職的將領。
謝利維奧爾斯托夫被免職的原因尚未清楚，但根據俄羅斯軍事Telegram頻道「軍事線人」指，謝利維奧爾斯托夫「不妥協的性格」和「並不總是同意空降部隊總部的決定」可能是被解職的原因。而俄羅斯軍事Telegram頻道「VChK-OGPU」指，圖拉州州長阿列克謝·久明在2023年7月14日親自前往莫斯科試圖為謝利維奧爾斯托夫說項，但沒有結果。而獨立智庫戰爭研究所報告表示，謝利維奧爾斯托夫以保護部下而為人所知，他被解職的原因是因為他向俄羅斯軍事指揮部呼籲改善士兵的待遇。

## 榮譽
根據2014年12月25日俄羅斯聯邦總統令，時為中校的謝利維奧爾斯托夫因在頓巴斯戰爭和俄羅斯聯邦併吞克里米亞「履行軍人職責時表現出的勇敢和英雄氣概」，被授予俄羅斯聯邦英雄的稱號，並頒授「金星」勳章。
俄羅斯弗拉基米爾州維亞茲尼基市的兒童附加教育中心以謝利維奧爾斯托夫的名字命名。
- 俄羅斯聯邦英雄
- 四級帶劍祖國功勳勳章
- 勇氣勳章（2次）
- 勇敢獎章